# Busto Arsizio
Busto Arsizio – miasto i gmina we Włoszech, w regionie Lombardia, w prowincji Varese.
Według danych na rok 2006 gminę zamieszkiwało 80 135 osób, 2647,3 os./km².
W miejscowości znajduje się stacja kolejowa Busto Arsizio.
Urodzili się tu:
- Silvio Luoni – dyplomata papieski, arcybiskup,
- Caterina Bosetti – włoska siatkarka,
- Mina – włoska piosenkarka.